# Стюърт Луис-Еванс
Стюърт Луис-Еванс (на английски: Stuart Lewis-Evans) е бивш пилот от Формула 1. Роден на 20 април 1930 година в Лутън, Великобритания.

## Формула 1
Стюърт Луис-Еванс прави своя дебют във Формула 1 в Голямата награда на Монако през 1957 година с отбора на Коно. В световния шампионат записва 14 състезания като успява да запише 16 точка, два полпозишъна и два подиума в световния шампионат.